# Urbach (Helme)
Der Urbach ist ein linker Zufluss der Helme im Landkreis Nordhausen, im Freistaat Thüringen, in Deutschland. Von der Quelle bis zur Mündung ist der Urbach ein Gewässer 2. Ordnung, die Unterhaltung obliegt dem Gewässerunterhaltungsverband Helme | Ohne | Wipper.

## Verlauf
Der Urbach entspringt nördlich des gleichnamigen Ortes Urbach. Er fließt überwiegend in südliche bis südöstliche Richtung. Der einzige Ort an seinem Verlauf ist ebenfalls nur Urbach, mit etwas weniger als 1000 Einwohnern. Nordöstlich von Heringen erreicht das Fließgewässer den Unstrut-Zufluss Helme.